# Neopsylla luma
Neopsylla luma är en loppart som beskrevs av Hamilton Paul Traub 1954. Neopsylla luma ingår i släktet Neopsylla och familjen mullvadsloppor. Inga underarter finns listade i Catalogue of Life.